# Fortunato Yambao
Fortunato Yambao (Masantol, 16 ottobre 1912 – Cavite, 23 giugno 1970) è stato un cestista filippino.

## Carriera
Con le Filippine ha disputato le Olimpiadi del 1936, classificandosi al 5º posto.